# 陸昶
陸昶（1424年—？），字孟昭，直隸蘇州府常熟縣人，民籍，明朝政治人物。

## 生平
景泰元年（1450年）庚午科應天鄉試第二十三名舉人，二年（1451年）中式辛未科會試第一百二十七名，二甲第七十名進士。授刑部主事，升員外郎、郎中，出為福建布政使司右參政，奉敕巡海道，防備倭寇，後因中傷他人被罷職。有螢窗、秋台、閩海、雲泉等稿。

## 軼事
《菽園雜記》載陸昶中式前，夫人夢其得官參政之奇事。

## 家族
曾祖陸善卿；祖父陸士能；父陸公珮。

## 延伸阅读
- 《国朝献征录·卷之九十》《福建右參政陸公昶墓誌銘》（楊維新），出自焦竑《国朝献征录》